# Karta obciążeniowa
Karta obciążeniowa (karta charge) – rodzaj karty płatniczej, w której podobnie jak przy karcie kredytowej, bank udziela klientowi limitu wydatków na zasadzie pay later (zapłać później). W Polsce karty tego typu są zwykle stosowane jako karty wydawane pracownikom przez pracodawców w celu umożliwienia ponoszenia wydatków na cele służbowe. Karta obciążeniowa jest powiązana z rachunkiem prowadzonym dla karty w banku, który z kolei jest powiązany z rachunkiem osobistym lub bieżącym w przypadku podmiotów gospodarczych. Na podstawie miesięcznych wpływów na rachunek bank określa limit środków, jakie może udostępnić posiadaczowi rachunku i za jego pośrednictwem, użytkownikom (ang. cardholder) poszczególnych kart wydanych do tego rachunku. Z rachunku w ustalonych odstępach czasu (najczęściej raz w miesiącu) jest pobierana kwota pokrywająca kwotę wydatków za poprzedni okres rozliczeniowy. Jednak inaczej niż w przypadku karty kredytowej, właściciel rachunku karty obciążeniowej jest zobligowany do spłaty całej kwoty zadłużenia w terminie wyznaczonym w umowie.